# Erich Schmidt (historik)
Erich Schmidt (20. června 1853, Jena –⁠⁠⁠⁠⁠ 29. dubna 1913, Berlín) byl německý historik literatury.

## Životopis
Byl synem zoologa Oscara Schmidta. Vystudoval germánskou filologii a literární historii ve Štýrském Hradci, Jeně a Štrasburku, roku 1875 se etabloval jako privatdozent ve Würzburgu, roku 1877 se stal profesorem ve Štrasburku, roku 1880 ve Vídni a roku 1885 se stal ředitelem Goethova archivu ve Výmaru. Odtud byl v roce 1887 povolán do Berlína, aby nahradil Wilhelma Scherera v katedře německého jazyka a literatury. Od roku 1907 působil jako prezident Goethovy společnosti.

## Publikované práce
- Richardson, Rousseau, und Goethe (1875) – Samuel Richardson, Jean-Jacques Rousseau a Johann Wolfgang von Goethe.
- Lenz und Klinger (1878) – Jakob Michael Reinhold Lenz, Friedrich Maximilian Klinger.
- Heinrich Leopold Wagner (1879) – Heinrich Leopold Wagner.
- Beiträge zur Kenntnis der Klopstockschen Jugendlyrik (1880).
- Komödien vom Studentenleben aus dem sechzehnten und siebzehnten Jahrhundert. Vortrag gehalten auf der Trier Philologenversammlung. Lipsko 1880. (Digitalisat)
- Charakteristiken (1. série 1880; 2. série 1900).
- Biografie Gottholda Ephraima Lessinga s názvem Lessing: Geschichte seines Lebens und seiner Schriften (2. vydání 1899).

Editoval:
- Dva svazky Schriften der Goethe-Gesellschaft (Výmar, 1886 a 1893)
- Faust, výmarské vydání
- Goethe's Faust in ursprünglicher Gestalt (Goethův Faust v původní podobě; 3. vydání, 1894), který objevil v Drážďanech.